# Orlits Dániel
Orlits Dániel (Nyitra, 1698 – Breznóbánya, 1758) piarista áldozópap.

## Életútja
Nemes szülők gyermeke. 1714-ben lépett a rendbe és Privigyén volt növendékpap. Nyitrán és Veszprémben a grammatikát tanította, azután ugyanott bölcseletet és Nyitrán teológiát tanult és a nemes ifjak főnöke volt, majd Debrecenben házfőnök, plébános és iskolaigazgató, magyar hitszónok a Splényi-féle lovasezredben. Visszatérte után Szegeden és Veszprémben házfőnök, Vácon és Kecskeméten prorector és a rend tartományi főnökének tanácsosa, végül Nagykárolyban rektor. 1752-ben a pesti rendház részére 2000 forint alapítványt tett.

## Munkája
- Sermo Sacra ad populum Veszprimiensem dictum occasione Theophorici processus in publicum. Budae, 1746 (a munka czímét Horányi így adja, jóllehet ez magyarul jelenhetett meg)